# Igreja emergente
A igreja emergente (às vezes chamada de movimento emergente) é um movimento cristão do final do século XX e início do 21 que tem como objetivo atender ao ser humano de acordo com as suas necessidades pós-modernas, procurando desconstruir doutrinas, valores e costumes da igreja cristã. Seus participantes podem ser descritos como evangelicais, pós-evangelicais,  pós-conservadores e pós-liberais. O movimento é fortemente influenciado por doutrinas filosóficas como o pragmatismo e o hedonismo.
Algumas das principais características da igreja emergente é de transformar os templos das igrejas esteticamente (de modo a serem comparadas com boates) como modificar toda a liturgia (pregações sendo comparadas a comédia stand-up) para se adaptarem às exigências do homem moderno e atraírem os jovens.
Proponentes creem que o movimento transcende o rótulo de "modernista" e "liberalista," chamando o movimento de uma "conversação", por enfatizar seu desenvolvimento e natureza descentralizadora, sua ampla série de pontos de vista e seu compromisso no diálogo. Seus participantes buscam viver sua fé naquilo que creem ser uma sociedade "pós-moderna."  Quando envolvidos na conversação muitos concordam sobre sua desilusão com a igreja organizada e institucional e sustentam à desconstrução da moderna adoração cristã, moderno evangelismo, e a natureza da moderna comunidade cristã.

## História
Há uma forte tendência nos Estados Unidos em ignorar a história da igreja emergente que precedeu a organização emergente americana, que começou com Mike Riddell e Mark Pierson na Nova Zelândia a partir de 1989, e com um número de praticantes no Reino Unido que incluiu Baker, Ian Mobsby, Kevin, Ana e Brian Draper, Sue Wallace, entre outros em torno de 1992. A influência de Nine O'Clock Service também tem sido ignorada, devido à sua notoriedade, ainda que muitos a praticaram havia influentes defensores no início da adoração alternativa. A organização americana surgiu na década de 1990.